# ماروساکوآ
ماروساکوآ (به لاتین: Marosakoa) یک منطقهٔ مسکونی در ماداگاسکار است که در مارو-ووآی (بخش) واقع شده‌است.
 ماروساکوآ  ۱۰٬۰۰۰ نفر جمعیت دارد و ۱۲۹ متر بالاتر از سطح دریا واقع شده‌است.